# Нарская котловина
На́рская котлови́на (Зарамаг-Нарская) — межгорная котловина в горной части Алагирского района Северной Осетии между Главным и Боковым хребтами Кавказа. Названа по аулу Нар.
Быт и обычаи осетин Нарской котловины описал родившийся в Наре основоположник осетинской художественной литературы К. Л. Хетагуров в очерке «Особа́». Преобладающая часть населения котловины переселилась на Осетинскую равнину и в Баталпашинский уезд (ныне в Карачаево-Черкесии) в XIX веке.
В котловине есть несколько древних христианских церквей: Зругский храм «Хозиты Майрам», руинированный храм в с. Тли и перестроенное в святилище здание храма у с. Нар (все датируются XI веком).
Через котловину проходит трасса Транскавказской автомагистрали (Алагир — Цхинвал — Гори), отсюда берёт начало Военно-Осетинская дорога (через Мамисонский перевал в Грузию). В северной части Нарской котловины находится водохранилище Зарамагских ГЭС.